# 神扇池

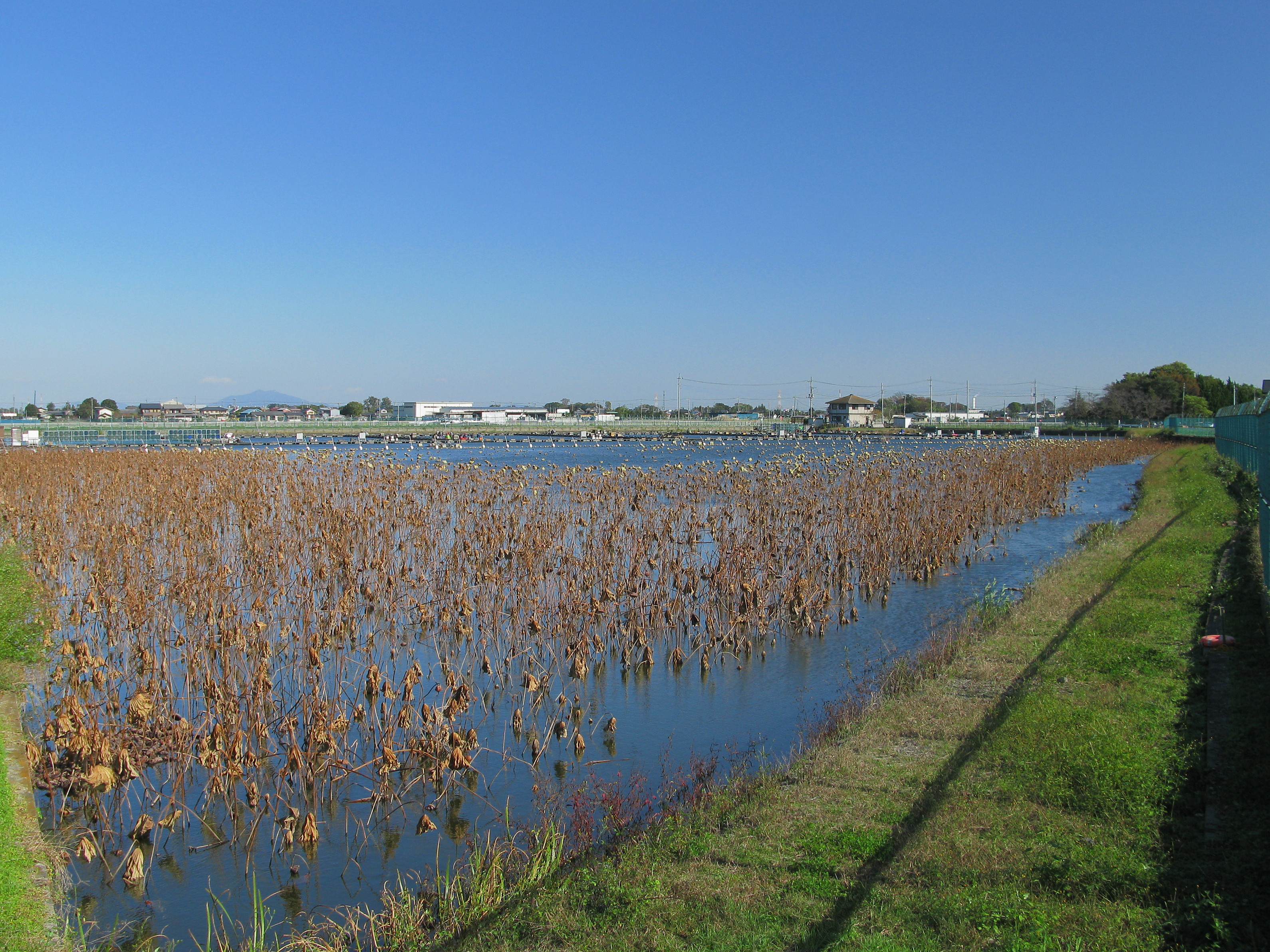
神扇池（2011年11月）

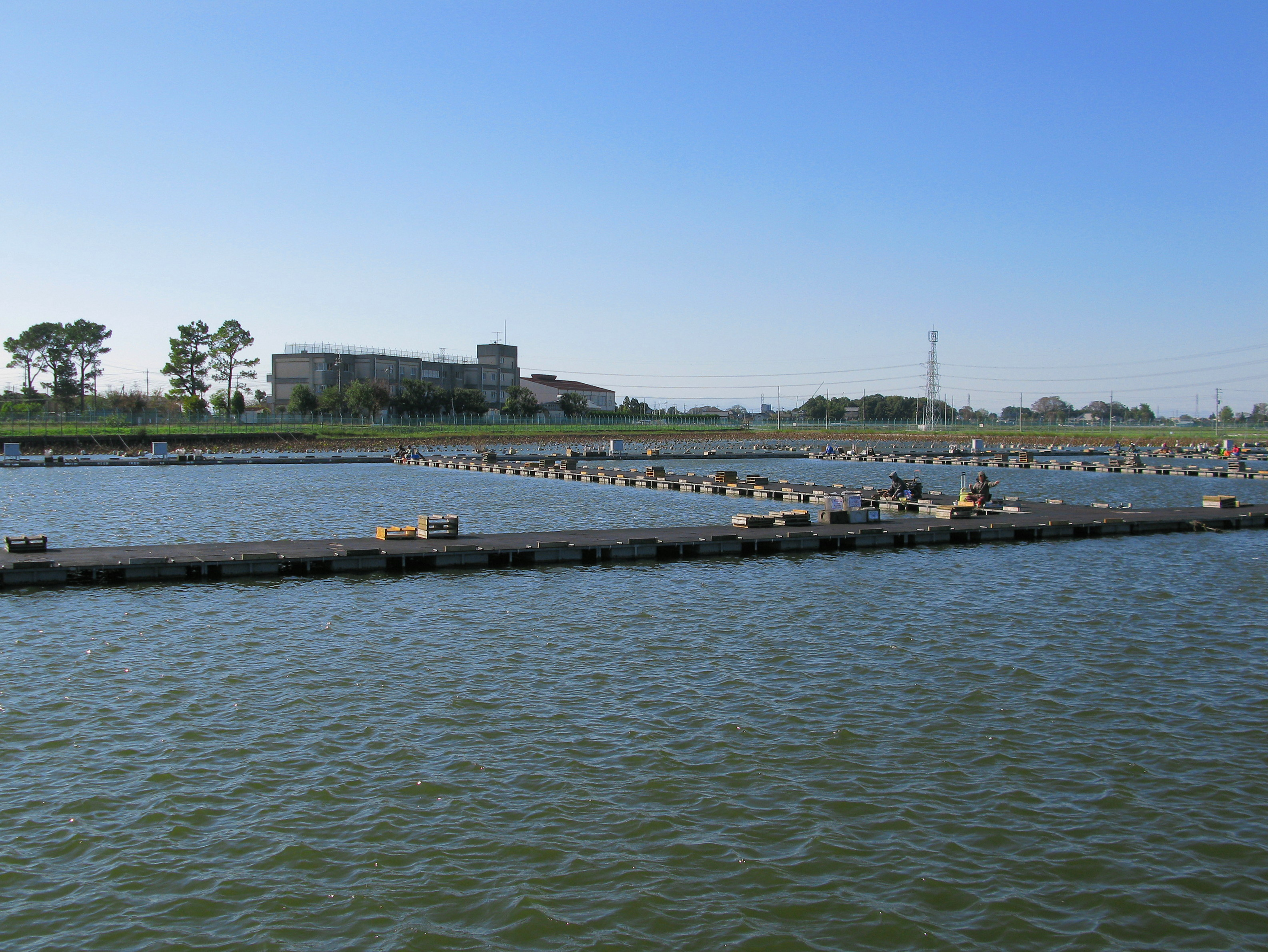
市営釣り場（2011年11月）

神扇池（かみおうぎいけ）は、埼玉県幸手市大字神扇（八代地区）に所在する池である。

## 概要
北側には神扇落が流れ、南側に幸手市立八代小学校、東側に境杉戸線、西側に水田がそれぞれ所在している。周辺はかつて神扇沼（かみおうぎぬま）と呼ばれる、近世初期に古利根川や渡良瀬川の流入する広大な低湿地であった。神扇沼の地形は標高が約6mで、南西に位置している大字平須賀と大字戸島に所在する自然堤防［この自然堤防は権現堂堤が1576年（天正4年）に建設され、渡良瀬川の旧河道が閉め切られる以前の流路跡とみられている］と庄内古川（中川）との間に位置する後背湿地であり、水の引かない沼地であったとされている。
この神扇沼やその周辺は主に江戸時代の1658年（万治元年）に掘り上げ田（ほっつけ）形式で新田開発され、沼は面積111.6haの農地と約430の掘り潰れ（クリーク）へと姿を変えた。地域は平須賀村枝郷となり、元禄期には独立した村となっていた。開発に当たっては神扇沼への水の流入を防ぐため、周囲に1m～1.5mの輪中堤が整備された。用水には権現堂川用水や中郷用水・木津内用水から地蔵院落・浅堀に流れてきた水を神扇落へと導水し、神扇落の「天神橋」付近に堰を設け、掘り上げ田の間にある中水路の水位を上昇させ利用していた。排水時は堰を開放することにより水位を下げ流下させていたが、神扇落の流末は庄内古川（中川）へと至るため、降水量が多い場合は排水不良となり耕作地が冠水することもしばしば生じていた。なお、掘り潰れは暗渠によってそれぞれ接続し、年間を通じ水が渇れなかった。このように拓かれた掘り上げ田も昭和40年代に至ると機械による近代農業が行いにくいことから、1967年度（昭和42年度）に埼玉県により制度化された「特殊ほ場整備事業」を埼玉県農林部春日部土地改良事業所が主体となり行い着工し、1972年（昭和47年）に竣工した。総工費は3億8168万円が費やされた。掘り潰れを埋め立てるにあたり、6.9haの採土地を設け、200PSサンドポンプ船を用いて20.9haの掘り潰れを埋め立て、埋め立てられた掘り潰れは農地となった。この工事の際の採土跡が今日の神扇池である。圃場整備の際に道路をはじめ用水路・悪水路の整備、排水機場の設置、輪中堤のかさ上げがなされ、湛水対策が講じられた。こうして現在ではかつて存在していた掘り上げ田は通常の水田などへと改良されていった。
今日の神扇池は市営釣り場となっており、桟橋等が整備されている。また魚種はヘラブナ専用となっており、管理棟に休憩室・水洗トイレ・冷暖房が整備されている。神扇池の北西方では首都圏中央連絡自動車道および幸手インターチェンジが建設されており、かつての神扇沼の一部では「幸手中央地区産業団地整備」も進められている。

## 所在地
- 〒340-0146
- 埼玉県幸手市大字神扇[2]